# Veludo
Veludo, właśc. Caetano da Silva (ur. 7 sierpnia 1930 w Rio de Janeiro – zm. 26 października 1973 w Rio de Janeiro) – piłkarz brazylijski, występujący na pozycji bramkarza.

## Kariera klubowa
Karierę piłkarską Veludo zaczął w klubie Fluminense FC w 1949 roku. Z klubem z Rio de Janeiro zdobył mistrzostwo Stanu Rio de Janeiro – Campeonato Carioca w 1951 roku. Po zaliczeniu krótkiego epizodu w Canto do Rio w 1956 roku, przeszedł W 1943 przeszedł do Santosu FC, z którym zdobył mistrzostwo Stanu São Paulo – Campeonato Paulista w 1958 roku. Kolejnymi etapami jego kariery były kolejno: Atlético Mineiro, Madureira i Renascença, gdzie zakończył karierę w 1963 roku.

## Kariera reprezentacyjna
W reprezentacji Brazylii Veludo zadebiutował 28 lutego 1954 w meczu z reprezentacją Chile w eliminacjach MŚ 1954. W tym samym roku Veludo był członkiem kadry na mistrzostwa świata w Szwajcarii, na których Brazylia odpadła w ćwierćfinale z reprezentacją Węgier. Ostatni, ósmy mecz w barwach canarinhos zagrał 24 czerwca 1956 w meczu przeciwko reprezentacji Urugwaju.